# Grottes des Canalettes
Les grottes des Canalettes sont un ensemble de grottes situées à Corneilla-de-Conflent (mais plus près de Villefranche-de-Conflent) dans les Pyrénées-Orientales. Il comprend notamment la grotte de Fuilla, la grotte des Canalettes, la grotte des Grandes Canalettes, la Cova Bastera et la grotte de Villefranche.

## Historique
La grotte des Grandes Canalettes fait partie d'un vaste réseau souterrain de canaux et de lacs, du massif du Canigou, appelé réseau Fuilla-Canalettes, découvert par hasard en 1951 par M. Motte, et présenté en 1957 à Henri Salvayre, hydrogéologue et spécialiste du monde souterrain. 
En 1978, une rencontre avec Edmond Delonca, alors foreur de son état permet d'entreprendre des travaux importants. 
En 1981, le réseau commence à être exploré par Henri Salvayre, en compagnie d'Edmond Delonca, Joseph Pujol, ancien mineur, et Henri Lozano, spéléologue membre du Groupe d'Étude du Karst de Villefranche de Conflent. 
En 1982, ils découvrent la « Salle Blanche », qui les incitent à ouvrir la grotte au public. 
Le réseau développe 26 500 mètres en 2017.

## Visite
La grotte des Grandes Canalettes peut être visitée presque toute l'année (des vacances scolaires de février jusqu'au jour de l'An), sans guide. Une partie du parcours est accessible aux personnes handicapées.
La grotte des Canalettes n'est, elle, ouverte au public qu'en été.
Au cours de l'été, des concerts classiques, ainsi qu'un spectacle musical de son et lumière dans la cathédrale souterraine, ont lieu à l'intérieur de la grotte.
L'entrée de la grotte se trouve sur la route de Vernet-les-Bains, à environ 300 mètres au sud de Villefranche-de-Conflent.